# ورك
في تشريح الفقاريات، الوَرِك (أو "coxa" في علم المصطلحات الطبية) يشير إما إلى المنطقة التشريحية أو المفصل.
منطقة الورك تقع في جانب المنطقة الألوية (أي الأرداف)، أسفل العرف الحرقفي، ومتراكبة فوق المدور الكبير من عظمة الفخذ. عند البالغين، تندمج ثلاث من عظام الحوض في عظم الورك مشكلةً جزءاً من منظقة الورك.
مفصل الورك، المشار إليه علمياً باسم المفصل الحق-فخذي (art. coxae)، هو المفصل بين عظمة الفخذ و الحُق من الحوض وعمله الأساسي هو دعامة وزن الجسم في كلتا الوضعيتين: السكونية (مثل الوقوف) والمتحركة (مثل المشي والجري). مفاصل الورك هي الجزء الأهم في المحافظة على التوازن. زاوية الميل الحوضي، وهي العنصر الوحيد والأهم في وضعية جسم الإنسان، متكيفة في الورك.

## التشريح

### المنطقة
الخمس حديبات تقريباً والحدود الجانبية السفلية للعجز والحدبة الإسكية ("عظمة الجلوس").
- تقريباً، عظمة الفخذ مغطاة بالعضلات بشكل كبير، وكنتيجة لذلك، عادة يكون المدور الكبير البناء العظمي الملموس الواضح. بشكل أقصى على عظمة الفخذ، بعض البناءات العظمية الأكثر وضوحاً هي أعواد اللقم.[6]

### الارتباط بالمفاصل

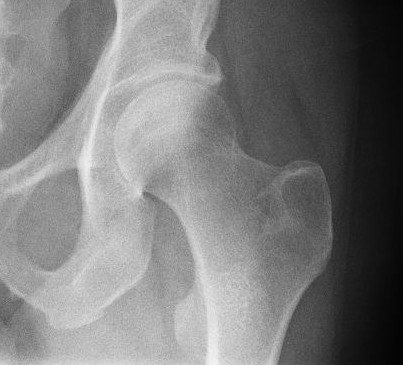
صورة بالأشعة لمفصل ورك سليم في جسم الإنسان

مفصل الورك هو مفصل زليلي مكون من ارتباط رأس الفخذ المدور وحق الحوض الشبيه بالكأس. يكون المفصل الرابط الأساسي بين عظام الأطراف السفلية والهيكل المحوري للجذع والحوض. كلا سطحي المفاصل مغطيان بطبقة قوية لكن مشحمة تدعى الغضروف الزجاجي المفصلي. يشكل الحُق الشبيه بالكأس اتحاد ثلاث عظمات حوضية —الحرقفة، العانة والإسك. طبقة النمو بشكل Y التي تفصلها، الغضروف الثلاثي، يتلحم نهائياً في عمر 14-16. هذا المفصل نوع خاص من المفاصل الكروانية أو الكرة والمقبس حيث الرأس الفخذي الكروي محوي بشكل كبير داخل الحُقّ وله متوسط معدل انحناء بـ2.5 سم. يمسك الحُقّ تقريباً بنصف الكرة الفخذية، مسكة تعززها حافة ليفية غضروفية بشكل خاتم، وهي الحافة الحقية، التي توسع المفصل خلف خط الاعتدال. رأس عظمة الفخذ متصل بالمحور بواسطة منطقة عنقية رقيقة عادة تكون عرضة للكسر عند كبار السن، غالباً بسبب تأثيرات تخلخل العظم التنكسية.
|                                                 |  |  |
| الزوايا المستعرضة والسهمية لمستوى المدخل الحقي. |  |  |

الحُقّ محني سفلياً، جانبياً وأمامياً، بينما العنق الفخذية موجهة علوياً، ووسطياً، وأمامياً.

### زوايا الارتباط بالمفاصل
- زاوية المدخل الحقي المستعرضة (أيضاً تدعى زاوية شارب وعادة يشار للزاوية باسم الزاوية الحقية بدون تفصيلات أخرى)[10] يمكن تحديدها بقياس الزاوية بين خط يمر من الإطار الحُقّي العلوي إلى السفلي والمستوى الأفقي؛ زاوية عادة قياسها 51° عند الولادة و40° عند البالغين، التي تؤثر على التغطية الجانبية الحقية للرأس الفخذي وعدة معلمات أخرى.[11]
- زاوية المدخل الحقي السهمية هي زاوية بين خط يمر من الإطار الحقي الأمامي إلى الخلفي والمستوى السهمي. قياسها 7° عند الولادة وتزداد عند البالغين إلى 17°.[11]
- زاوية الحافة المركزية لوايبرغ (زاوية CE) هي زاوية بين خط عمودي وخط من منتصف الرأس الفخذي إلى الجزء الأكثر جانبية من الحُقّ،[12] كما يُرى في التصوير الشعاعي الأمامي الخلفي.[13]
- زاوية الحافة العمودية-المركزية-الأمامية (VCA) هي زاوية مشكلة من خط عمودي (V) وخط من مركز الرأس الفخذي (C) والحافة الأمامية (A) للظل الكثيف للعظمة تحت الغضروفية قليلاً خلف حافة الحُقّ الأمامية، مع كون التصوير الشعاعي مأخوذاً من الزاوية الكاذبة، وهي مقطع جانبي مدور 25 درجة باتجاه الأمام.
- الزاوية الغضروفية المفصلية (زاوية AC، أيضاً زاوية هلغنراينر) هي زاوية تتشكل موازية لقبة حمل الثقل، وهي، الحاجب الحُقي، والمستوى الأفقي، أو خط يصل زاوية الغضروف المثلثي بالإطار الحُقي الجانبي.[14]

### زاوية عنق الفخذ
الزاوية بين المحاور الطولية لجسم عظم الفخذ وعنقه، المسماة الزاوية الفردية-العنقية-الجدْلية أو زاوية CCD، عادة يكون قياسها تقريباً 150° عند حديثي الولادة و126° عند البالغين (coxa norma).
الزاوية الصغيرة بشكل غير طبيعي تعرف باسم coxa vara والزاوية الكبيرة بشكل غير طبيعي باسم coxa valga. لأن التغيرات في شكل عظمة الفخذ يؤثر بشكل طبيعي على الركبة، عادة ما تكون coxa valga مصحوبة بـgenu varum (تقوس القدمين)، بينما تؤدي coxa vara إلى genu valgum (الركب المصطكة).

تغيرات في الأنماط التربيقية بسبب زاوية CCD المبدَّلة. تؤدي coxa valga إلى ضغط تربيق أكثر، coxa vara إلى شد تربيق أكثر.

التغيرات في زاوية CCD هي نتيجة التغيرات في أنماط الضغط المطبقة على مفصل الورك. مثل هذه التغيرات، التي سببها الخلع على سبيل المثال، تغير الأنماط التربيقية داخل العظام. نظامان تربيقيان متتابعان ينشآن على السطح الأذني للمفصل العجزي الحرقفي يلويان ويتقاطعان مع بعضهما خلال عظمة الورك، ورأس وعنق وجسم عظمة الفخذ.
- في عظمة الورك، ينشأ نظام واحد على الجزء العلوي للسطح الأذني ليتلاقى على السطح الخلفي للشق الوركي الأكبر، من حيث تنعكس تربيقاته على الجزء السفلي من الحُق. ينشأ النظام الآخر على الجزء السفلي من السطح الأذني، ويتلاقى عند مستوى الخط الألوي العلوي، وينعكس جانبياً على الجزء العلوي من الحق.
- في عظمة الفخذ، يصطف النظام الأول مع نظام ناشئ من الجزء الجانبي من جسم عظم الفخذ ليتمدد إلى الجزء السفلي من الرأس والعنق الفخذيين. النظام الآخر يصطف مع نظام في عظمة الفخذ يتمدد من الجزء الأوسط من جسم عظمة الفخذ إلى الجزء العلوي من الرأس الفخذي.[17]

على الجزء الجانبي لمفصل الورك، تقوى اللفافة العريضة لتشكل المسلك الحرقفي الذي يعمل كرباطة شد ويقلل حمل الانحناء على الجزء القريب من عظمة الفخذ.

### الكبسولة
الكبسولة متصلة بعظمة الورك خارج الحافة الحقية التي -لهذا السبب- تنتؤ داخل الفضاء الكبسولي. على الجانب الفخذي، المسافة بين الإطار الغضروفي للرأس والارتباط الكبسولي عند قاعدة العنق ثابت، مما يترك جزءاً أوسع خارج الكبسولة من العنق عند الخلف أكثر من الأمام.
كبسولة مفصل الورك القوية والليفية الواسعة تسمح لمفصل الورك بأن يمتلك ثاني أكبر مدى للحركة (الثاني بعد الكتف) وأيضاً توفر الدعامة لوزن الجسم، والذراعين والرأس.
لدى الكبسولة نوعان من الألياف: طولية ودائرية
- الألياف الدائرية تشكل طوقاً حول العنق الفخذي يسمى الرباط الحلقي.
- الألياف القيدية الطولية تنتقل على طول العنق وتحمل الأوعية الدموية.

### الأربطة
|                                                                              |  |  |
| الأربطة خارج الكبسولة. الجانب الأمامي (يسار) والخلفي (يمين) من الورك الأيمن. |  |  |

| |  |  |
| الرباط داخل الكبسولة. مفصل الورك الأيسر من داخل الحوض مع السطح الحقي مزالاً (يسار)؛ مفصل الورك الأيمن مع الكبسولة مزالة، الجانب الأمامي (يمين). |  |  |

مفصل الورك مدعوم بواسطة خمسة أربطة، أربعة منها خارج الكبسولة وواحد داخلها.
الأربطة خارج الكبسولة هي: الحرقفي الفخذي، والإسكي فخذي، والعاني فخذي المتصلة بعظام الحوض (الحرقفة، الإسك والعانة على التوالي). هذه الأربطة جميعها تقوي الكبسولة وتمنع من مدى الحركة الزائدة في المفصل. من بينها، الرباط الحرقفي الفخذي ذو شكل-Y والملتوي هو الرباط الأقوى في جسم الإنسان. في وضع القيام، تمنع الجذع من السقوط للخلف بدون الحاجة إلى النشاط العضلي. في وضع الجلوس، تصير مرخية، وهكذا تسمح للحوض بالميلان للخلف في وضعه الجلوسي. يمنع الرباط الحرقفي الفخذي التقريب نحو المحور والدوران الداخلي للورك الزائدين. يمنع الرباط الإسكي فخذي الدوران الوسطي (الداخلي) بينما يحصر الرباط العاني فخذي التقريب نحو المحور والدوران الداخلي للورك. المنطقة الدائرية، التي تقع مثل طوق حول الجزء الأكثر ضيقاً من العنق الفخذي، مغطاة بالأربطة الأخرى التي تتشعب جزئياً داخلها. تعمل المنطقة الدائرية مثل عروة السترة على الرأس الفخذي وتساعد في الحفاظ على الاتصال في المفصل. الأربطة جميعها تصير مشدودة عندما تتمدد - وهذا يثبت المفصل، ويقلل حاجة العضلات للطاقة عند الوقوف.
الرباط داخل الكبسولة، الرباط المدور، متصل بانخفاض في الحُقّ (الشق الحُقّي) وانخفاض على الرأس الفخذي (نقرة الرأس). يتمدد فقط عندما ينخلع الورك، وقد يمنع حينها الخلع أكثر من ذلك. ليس بتلك الأهمية كرباط لكن قد يكون في غاية الأهمية كقناة لشريان صغير إلى رأس عظمة الفخذ، الذي يكون، الشريان النقري. هذا الشريان ليس موجوداً عند الجميع لكن قد يكون إمداد الدم الوحيد للعظم في رأس عظمة الفخذ عندما ينكسر عنق عظمة الفخذ ويتعطل بسبب إصابة في فترة الطفولة.

### إمدادات الدم
يُزوَّد مفصل الورك بالدم من الشريان الفخذي المنحني الوسطي والشريان الفخذي المنحني الجانبي، اللذين يكونان عادة فرعين من الشريان الفخذي العميق (profunda femoris)، ولكن هناك تغيرات عديدة وأحدهما أو كلاهما قد يبرز مباشرة من الشريان الفخذي. هناك أيضاً مشاركة صغيرة من الشريان النقري، وعاء صغير في رباط رأس عظمة الفخذ وهو فرع من الفرع الخلفي للشريان السدادي، الذي يصير هاماً لتجنب النخر اللاوعائي في رأس الفخذ عندما تتعطل إمدادات الدم من الشريانين المنحنيين الوسطي والجانبي (مثلاً، عند كسر عنق الفخذ على طول مساريهما).
لدى الورك مفاغرتان مهمتان تشريحياً، المفاغرتان الصليبية والمدورية، الأخيرة توفر معظم الدم لرأس عظمة الفخذ. هاتان المفاغرتان موجودتان بين الشريان الفخذي أو profunda femoris والأوعية الألوية.

### العضلات والحركة
تعمل عضلات الورك على ثلاثة محاور رئيسية عمودية بصورة متبادلة، جميعها تمر خلال مركز رأس الفخذ، مما يكون ثلاث زوايا حرية وثلاث أزواج من الاتجاهات الرئيسية: الانثناء والتمدد حول محور عرضي (يسار-يمين)؛ الدوران الجانبي والدوران الوسطي حول محور طولي (على طول الفخذ)؛ الإبعاد والتقريب حول محور سهمي (أمام-خلف)؛ واتحاد هذه الحركات (أي الديرورة، وهي حركة مركبة حيث فيها تصف الساق سطح مخروط غير منتظم). تجدر الإشارة إلى أن بعض عضلات الورك تعمل أيضاً إما على المفاصل الفقارية أو مفصل الركبة، هذا مع مناطق الأصل و/أو الإدخال الواسعة، جزء واحد من العضلات المنفردة يساهم في تحركات مختلفة جداً، وأن مدى الحركة يختلف باختلاف موقع مفصل الورك. بالإضافة إلى ذلك، فالعضلة التوأمية السفلية والعلوية قد تسميان triceps coxae مع العضلة السدادية الغائرة، وعملهما ببساطة هو مساعدة العضلة الأخيرة.
وهكذا تُؤدى حركات مفصل الورك بواسطة سلسلة من العضلات المقدمة هنا بالترتيب من حيث الأهمية مع مدى الحركة من موقع درجة الصفر المحايدة محددة:
- الدوران الجانبي أو الخارجي (30° مع انبساط الورك، 50° مع الانقباض): العضلة الألوية الكبرى؛ العضلة الفخذية رباعية الرؤوس؛ العضلة السدادية الغائرة؛ الألياف الظهرية للعضلة الألوية الوسطى والصغرى؛ العضلة القطنية (وتتضمن العضلة القطنية الرئيسية من العمود الفقري)؛ العضلة السدادية الخارجية؛ العضلة المقربة الكبيرة، الطويلة، القصيرة، والصغيرة؛ العضلة الكمثرية؛ والخياطية. الرباط الحرقفي الفخذي يمنع الدوران والانبساط الجانبي، ولهذا يمكن للورك الدوران بدرجة أكبر عند الانقباض.
- الدوران الوسطي أو الداخلي (40°): الألياف الأمامية للعضلة الألوية الوسطى والصغرى؛ العضلة اللفافية العريضة الوترية؛ جزء العضلة المقربة الكبيرة المدخَل في الحديبة المقربة لعظمة الفخذ؛ و -مع إبعاد الساق- أيضاً العضلة العانية.
- الانبساط أو الانكفاء (20°): العضلة الألوية الكبرى (إن وضعت خارج العمل، الوقوف النشط من وضعية الجلوس ليس ممكناً، لكن الوقوف والمشي على سطح مستو ممكن)؛ الألياف الظهرية للعضلة الألوية الوسطى والصغرى؛ المقربة الكبيرة؛ والعضلة الكمثرية. بالإضافة إلى ذلك، تقوم عضلات الفخذ التالية ببسط الورك: العضلة النصف غشائية، العضلة النصف وترية، ورأس العضلة ذات الرأسين الفخذية. الانبساط الأقصى يمنع من قبل الرباط الحرقفي الفخذية.
- الانثناء أو الانقلاب الأمامي (140°): عضلات الورك القابضة: العضلة القطنية (مع القطنية الرئيسية من العمود الفقري)؛ العضلة اللفافية العريضة الوترية، العانية، المقربة الطويلة، المقربة القصيرة، والناحلة. عضلات الفخذ العاملة كقابضة للورك: العضلة المستقيمة الفخذية والخياطية. الانثناء الأقصى ممنوع بواسطة الفخذ قادمة في التماس مع الصدر.
- الإبعاد (50° عند انبساط الورك، 80° عند الانقباض): العضلة الألوية الوسطى؛ العضلة اللفافية العريضة الوترية؛ العضلة الألوية الكبرى مع تعلقها اللفافة العريضة؛ العضلة الألوية الصغرى؛ العضلة الكمثرية؛ والعضلة السدادية الغائرة. الإبعاد الأقصى ممنوع بواسطة عنق الفخذ في التماس مع الحوض الجانبي. عند ثني الورك، هذا يأخر الاصطدام حتى زاوية أكبر.
- التقريب (30° عند انبساط الورك، 20° عند الانقباض): العضلة المقربة الكبيرة والمقربة الصغيرة؛ المقربة الطويلة، المقربة القصيرة، العضلة الألوية الكبرى مع تعلقها في الحدبة الألوية؛ الناحلة (تتمدد حتى عظمة الساق الأكبر)؛ العضلة العانية، العضلة الفخذية رباعية الرؤوس؛ والعضلة السدادية الخارجية. من عضلات الفخذ، النصف وترية خاصة تشارك في تقريب الورك. التقريب الأقصى معاق بواسطة التماس الفخذين مع بعضهما. يمكن تجنب هذا بإبعاد الساق المقابلة، أو جعل الساقين بالتناوب تنقبضان/تنبسطان على الورك حتى انتقالهما في مستويين مختلفين وعدم تقاطعهما.

## مثنوية الشكل الجنسية والأهمية الثقافية

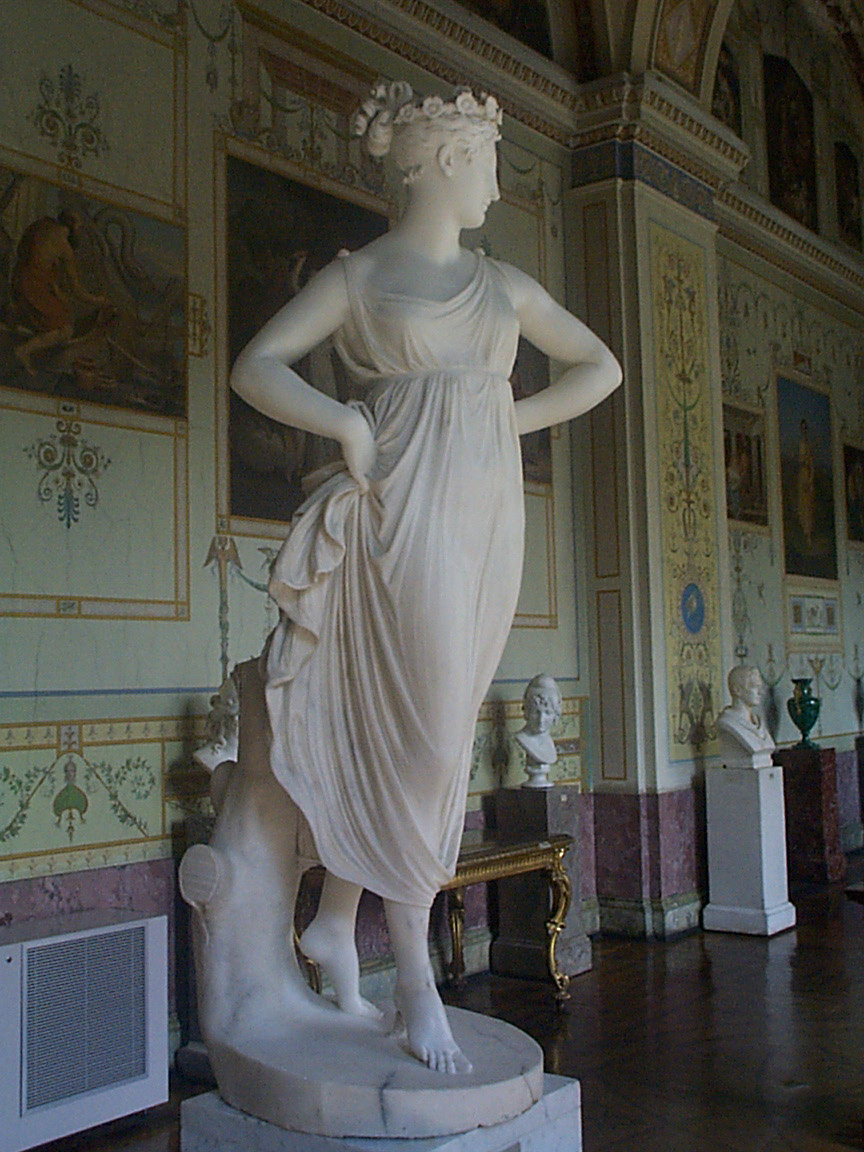
عادة تقف الراقصات مع أيديهن على الوركين.

عند الإنسان، على عكس المخلوقات الأخرى، تكون عظام الورك مختلفة بصورة ملحوظة عند الجنسين. وركا الإناث البشريات يتسعان عند البلوغ. عظمتا الفخذين أيضاً تتباعدان باتساع عند الإناث، وذلك لتوسع الانفتاح في عظم الورك وهكذا تيسر الولادة. أخيراً، فالحرقفة واتصالها العضلي مشكلان وذلك لوضع الأرداف بعيداً عند قناة الولادة، حيث أن انقباض الأرداف قد يضر بالمولود.
وركا الأنثى مرتبطان منذ وقت طويل بكل من الخصوبة والتعبير العام عن النشاط الجنسي. حيث أن الوركين الواسعين يسهلان الولادة ويعملان أيضاً كإشارة تشريحية للنضج الجنسي، فقد نُظِر لهما كسمة جذابة عند النساء لآلاف السنين. العديد من الوضعيات الكلاسيكية التي تتخذها النساء عند النحت، مرسومة أو مصورة، مثل غراندي أوداليسك، عملت لتؤكد على بروز الوركين. وبالمثل، فالموضة النسائية خلال العصور عادة لفتت الانتباه إلى مقاس وركي المرتدية.

## صور إضافية

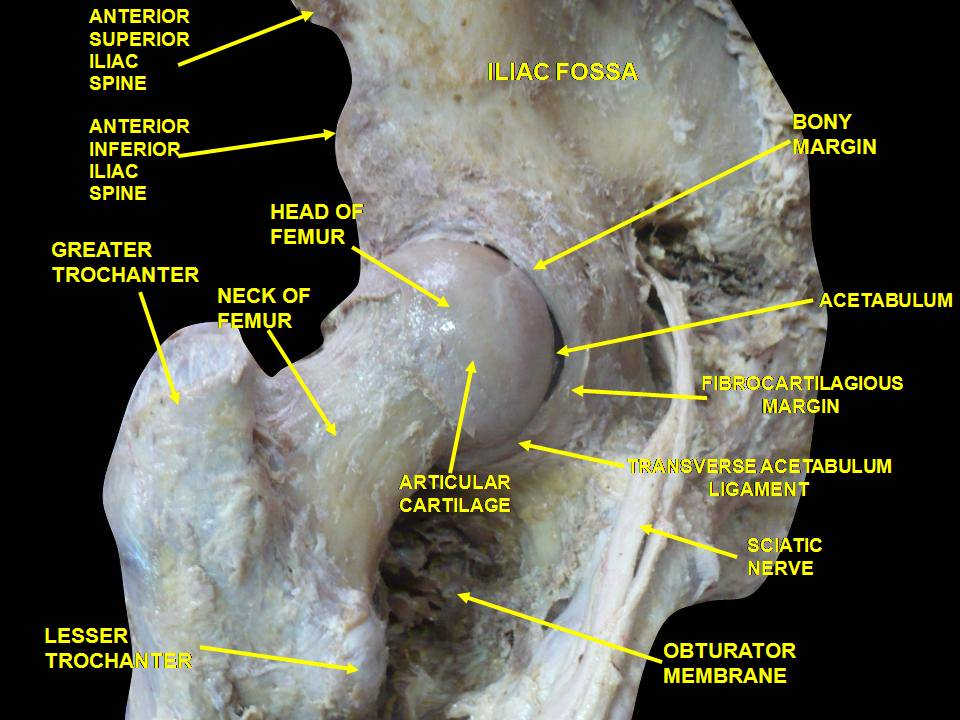
مفصل الورك. مقطع جانبي.
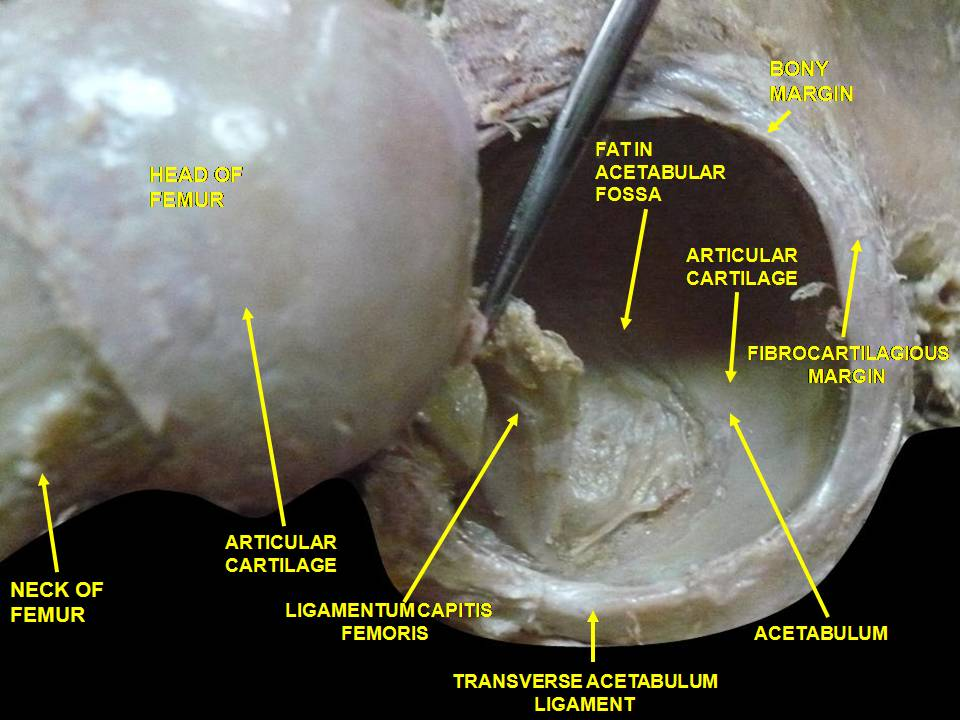
مفصل الورك. مقطع جانبي.
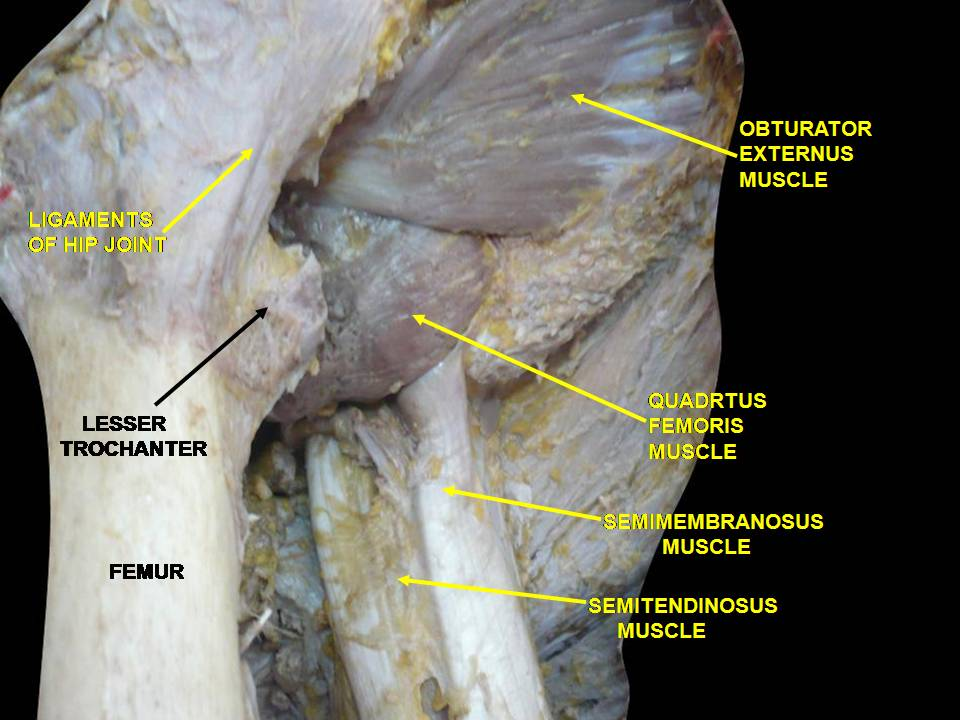
عضلات الفخذ. مقطع أمامي.

## وصلات خارجية
- معرفة مراقبة الورك، معلومات ودعم اصطدامات الورك، خلل تنسج الورك، والمتعلقات الأخرى بالشباب البالغين (12-بلوغ)
- فيديو تشريح الورك
- ورك الأداء العالي